# Frégouville
Frégouville (gaskognisch Fregovièla) ist eine französische Gemeinde mit 359 Einwohnern (Stand: 1. Januar 2022) im Département Gers in der Region Okzitanien. Sie gehört zum Arrondissement Auch und zum Kanton L’Isle-Jourdain. Die Einwohner werden Frégouvillois genannt.

## Geografie
Frégouville liegt etwa 40 Kilometer westlich von Toulouse. Nachbargemeinden sind Giscaro im Norden und Nordwesten, Monferran-Savès im Norden und Nordosten, Marestaing im Osten und Nordosten, Castillon-Savès im Osten und Südosten, Noilhan im Süden, Lahas im Südwesten sowie Maurens im Westen.

## Bevölkerungsentwicklung
| Jahr                      | 1962 | 1968 | 1975 | 1982 | 1990 | 1999 | 2006 | 2011 | 2016 |
| ------------------------- | ---- | ---- | ---- | ---- | ---- | ---- | ---- | ---- | ---- |
| Einwohner                 | 232  | 197  | 167  | 178  | 191  | 201  | 286  | 329  | 343  |
| Quelle: Cassini und INSEE |      |      |      |      |      |      |      |      |      |

## Sehenswürdigkeiten
- Kirche Saint-Jean-Baptiste

## Persönlichkeiten
- Maurice Vignaux (1846–1916), Karambolagespieler